# 堕天國宣戦
「堕天國宣戦」（だてんこくせんせん）は、ALI PROJECTの楽曲。宝野アリカが作詞、片倉三起也が作曲を手掛けた。ALI PROJECTの27枚目のシングルとして2009年10月21日にMellow Headより発売された。

## 概要
「堕天國宣戦」はテレビアニメ『戦う司書 The Book of Bantorra』のオープニングテーマである。
2010年1月13日に発売されたベストアルバム『La Vita Romantica』の初回限定版の付属DVDにPV(TVサイズ90秒バージョン)が収録されている。
ジャケット写真とプロモーションビデオは渋谷TRUMP ROOMで撮影された。
ビジュアルイメージは“リボンの騎士”。

### キャッチコピー
留まるもの 愚かなりし

## 収録曲
1. 堕天國宣戦
  - サビにヴォルフガング・アマデウス・モーツァルトの『交響曲第38番 ニ長調 K. 504 《プラハ》』から第1楽章が引用されている。
2. 寶島
  - AメロにBIG FISH AUDIO社のソフト音源『HIP HOP EXOTICA 2』より「28」が利用されている。その他、同音源よりサビ前には「09」のシンセ音源が、サビに「19」のリュート音源が利用されている。
  - アウトロにBUNKER 8 DIGITAL LABS社のソフト音源『HYBRIDIZER 3』より「Those Who Have Fallen」が利用されている。
3. 堕天國宣戦 [instrumental]
4. 寶島 [instrumental]